# Рейган-е Софла
Рейган-е Софла (перс. ريحان سفلي) — село в Ірані, у дегестані Ростак, в Центральному бахші, шагрестані Хомейн остану Марказі. За даними перепису 2006 року, його населення становило 802 особи, що проживали у складі 226 сімей.

## Клімат
Середня річна температура становить 12,73°C, середня максимальна – 31,24°C, а середня мінімальна – -8,81°C. Середня річна кількість опадів – 206 мм.
| Клімат поселення                              | Клімат поселення | Клімат поселення | Клімат поселення | Клімат поселення | Клімат поселення | Клімат поселення | Клімат поселення | Клімат поселення | Клімат поселення | Клімат поселення | Клімат поселення | Клімат поселення | Клімат поселення |
| Показник                                      | Січ.             | Лют.             | Бер.             | Квіт.            | Трав.            | Черв.            | Лип.             | Серп.            | Вер.             | Жовт.            | Лист.            | Груд.            |                  |
| Середній максимум, °C                         | 10,37            | 11,60            | 16,52            | 20,15            | 24,04            | 30,79            | 31,24            | 30,73            | 27,30            | 21,64            | 15,64            | 9,46             |                  |
| Середня температура, °C                       | 0,79             | 2,00             | 6,93             | 10,55            | 14,45            | 21,20            | 24,70            | 24,21            | 20,76            | 15,12            | 9,12             | 2,92             |                  |
| Середній мінімум, °C                          | −8,81            | −7,59            | −2,66            | 0,96             | 4,86             | 11,61            | 18,19            | 17,67            | 14,24            | 8,60             | 2,60             | −3,59            |                  |
| Норма опадів, мм                              | 36               | 34               | 37               | 24               | 15               | 2                | 2                | 1                | 1                | 6                | 20               | 28               |                  |
| Середньомісячна швидкість вітру, м/с          | 1.31             | 2.02             | 2.60             | 2.83             | 2.80             | 2.46             | 2.44             | 2.31             | 2.21             | 2.21             | 1.98             | 1.27             |                  |
| Середньомісячна сонячна радіація, кДж/м²·день | 9859             | 13119            | 15581            | 18838            | 22588            | 26715            | 25694            | 24397            | 21508            | 16106            | 11457            | 9481             |                  |
| --------------------------------------------- | ---------------- | ---------------- | ---------------- | ---------------- | ---------------- | ---------------- | ---------------- | ---------------- | ---------------- | ---------------- | ---------------- | ---------------- | ---------------- |
| Джерело:                                      |                  |                  |                  |                  |                  |                  |                  |                  |                  |                  |                  |                  |                  |